# Brodiaea santarosae
Brodiaea santarosae es una especie bastante rara, herbácea, perenne y bulbosa, endémica de California, donde crece sobre suelos basálticos principalmente alrededor de los condados de Orange, Riverside y San Diego. Se halla en peligro de extinción ya que su distribución está restringida a una formación de roca de basalto. Se conocen actualmente solo cinco poblaciones de esta especie, cuatro de las cuales se hallan dentro de un área de aproximadamente 40 km² y una quinta población pequeña está alejada unos 11 km.
Fue descrita como una nueva especie en 2007.

## Descripción
Produce una inflorescencia con flores de color púrpura y estaminodios aplanados de color blanco.

## Taxonomía
Brodiaea santarosae fue descrita por T.J.Chester, W.P.Armstr. & Madore  y publicado en Madroño 54(2): 188–198, f. 1D–F. 2007.
Etimología
Brodiaea: nombre otorgado en honor del botánico escocés James Brodie (1744–1824).
santarosae: epíteto geográfico que alude a su localización en Santa Rosa.